# Ibiassucê
Ibiassucê is een gemeente in de Braziliaanse deelstaat Bahia. De gemeente telt 9.008 inwoners (schatting 2009).